# 新城ラジオ中継局
新城ラジオ中継局（しんしろラジオちゅうけいきょく）は、愛知県新城市にあるAMラジオの中継局。

## 中継局概要
| 周波数  | 放送局名          | コールサイン | 空中線電力 | 放送対象 地域 | 放送区域 内世帯数 |
| ------- | ----------------- | ------------ | ---------- | ------------- | ----------------- |
| 1026kHz | NHK 名古屋第1     | なし         | 100W       | 中京広域圏    | 約20,000世帯      |
| 1332kHz | SF 東海ラジオ放送 | なし         | 100W       | 中京広域圏    | 約20,000世帯      |
| 1557kHz | CBCラジオ         | なし         | 100W       | 中京広域圏    | 約20,000世帯      |

東海ラジオは、名古屋親局（七宝送信所）と同一周波数だが、親局が実施していたAMステレオ放送は実施しなかった（CBCラジオ・NHKも同様にモノラル放送）。元々、新城市内にラジオ中継局は設置されず親局聴取が主だったが、東海ラジオが1991年（平成3年）に難聴取対策（特に夜間）として設置し、他2局は21世紀に入り新たに共同で新設した中継局である。
このうち東海ラジオ（周波数の背景色が■）については、AM局のFM移行に関連する停波実験の対象として指定されており、豊橋中継局とともに2024年8月から運用を休止している（〜2026年9月30日〈予定〉）。なおCBCラジオと東海ラジオは、東三河における安定的な聴取の担保を目的として、2024年3月にFM補完中継局を豊橋中継局の敷地内に開局している。

## 所在地
- CBC・NHK：新城市日吉黒淵111
- SF：新城市向野23-2 「新城市立新城中学校」東側

## 放送エリア
- 豊橋中継局からの電波が届きにくい新城市および豊川市の一部（旧・宝飯郡一宮町域）をカバーしている。

## 歴史
- 1991年9月9日 - SF東海ラジオ放送新城放送局が開局。
- 2003年2月14日 - NHK新城ラジオ中継放送所（ラジオ第1）、CBC中部日本放送（現・CBCラジオ）・新城ラジオ放送所に予備免許。
- 2003年2月下旬 - NHK新城ラジオ中継放送所（ラジオ第1）、CBC中部日本放送（現・CBCラジオ）・新城ラジオ放送所の試験放送開始。
- 2003年3月1日 - NHK新城ラジオ中継放送所（ラジオ第1）、CBC中部日本放送（現・CBCラジオ）・新城ラジオ放送所が開局。
- 2024年8月1日 - 東海ラジオ放送、新城放送局AM1332kHzの運用を休止[4]。